# Earth Mover
Earth Mover je studiové album německého trancového dua producentů a DJů Cosmic Gate. Album vyšlo v Německu 18. září 2006.

## Seznam skladeb
| Pořadí | Název                               | Featuring       | Délka |
| ------ | ----------------------------------- | --------------- | ----- |
| 1.     | A Mile In My Shoes                  | Sir Adrian      | 7:18  |
| 2.     | I Feel Wonderful (AM 2 PM Edit)     | Jan Johnston    | 4:38  |
| 3.     | Element Of Life                     |                 | 5:59  |
| 4.     | Should Have Known                   | Tiff Lacey      | 7:24  |
| 5.     | Analog Feel                         |                 | 6:15  |
| 6.     | A Day That Fades                    | Roxanne Emery   | 6:10  |
| 7.     | Bilingual (Break Beat Edit)         |                 | 4:09  |
| 8.     | Guess Who?                          | Wippenberg      | 6:38  |
| 9.     | Race Car Driver (Paddock Club Edit) | Alexander Perls | 6:27  |
| 10.    | Consciousness                       |                 | 6:57  |
| 11.    | Earth Mover                         |                 | 6:00  |
| 12.    | This Is The Party                   | Jan Johnston    | 6:26  |
| 13.    | Ultra Curve                         |                 | 3:53  |